# Brigitte Kuhlmann
Brigitte Kuhlmann, född 19 januari 1947 i Hannover, Tyskland, död 4 juli 1976 i Entebbe, Uganda, var en västtysk terrorist, tillhörande Revolutionäre Zellen. Hon var för en tid pedagogikstudent i Hannover. Kuhlmann dödades i samband med Operation Entebbe i Uganda 1976.

## Kapningen av Air France Flight 139
Tillsammans med Wilfried Böse och två palestinier från PFLP-EO kapade Kuhlmann den 27 juni 1976 Air France Flight 139 från Tel Aviv som hade mellanlandat i Aten och var på väg till Paris. Kuhlmann och Böse hade stigit på planet i Aten, agerande man och hustru.
Brigitte Kuhlmann sköts ihjäl av israeliska kommandosoldater ur IDF i samband med kapardramats upplösning på Ugandas internationella flygplats i Entebbe.